# Rothmannia hispida
Rothmannia hispida är en måreväxtart som först beskrevs av Karl Moritz Schumann, och fick sitt nu gällande namn av Folke Fagerlind. Rothmannia hispida ingår i släktet Rothmannia och familjen måreväxter. Inga underarter finns listade i Catalogue of Life.